# Nichkhun
Nichkhun Buck Horvejkul (thaï : นิชคุณ หรเวชกุล, RTGS : Nitchakhun Horawetchakun ; né le 24 juin 1988), surtout connu sous le nom de Nichkhun (coréen : 닉쿤), est un chanteur, mannequin et acteur thaï-chinois qui détient la citoyenneté américaine active en Corée du Sud. En 2008, il est chanteur et rappeur dans le boys band sud-coréen de six membres, 2PM. Il parle anglais, thaï, coréen, japonais ainsi que le chinois.

## Biographie
Nichkhun est né à Rancho Cucamonga, Californie son mes parents sont des Américains d'origine thaïlandaise et chinoise. Sa grand-mère paternelle est de Hainan en Chine, alors que son grand-père paternel est Thaï. Nichkhun a déclaré lors d'un show TV chinois, Happy Camp que son père est Thaï de descendance chinoise quant à sa mère elle est chinoise, donc il est 3/4 chinois et 1/4 thaï. Il a aussi révélé que ses ancêtres étaient originaires de Guangzhou, en Chine.
Nichkhun a un frère plus âgé Nichan, et deux sœurs plus jeunes, Nichthima (Yanin) et Nachjaree (Chereen).
En 1993, à l'âge de cinq ans, il déménage en Thaïlande avec sa famille et il étudie à Dhepkanjana School et Tangpiroondham School.
En 2000, à l'âge de douze ans, il étudie à Wanganui Collegiate School en Nouvelle-Zélande pendant un an et demi puis retourne aux États-Unis pour finir ses études à Los Osos High School à Rancho Cucamonga, Californie. Après la haute école, il est coach à Rosemead High School pour leur équipe de badminton. Là, en 2006, il est repéré par un manager de JYP Entertainment, un des plus gros label de musique de Corée du Sud, au Los Angeles Korean Music Festival.
En 2013, Nichkhun Horvejkul devient ami du Fonds des Nations unies pour l'enfance (UNICEF) et il milite avec Paula Taylor, mannequin et actrice thaïlandaise.

## Vie privée
En avril 2014, Nichkhun et Tiffany de Girls' Generation ont confirmé être en couple depuis décembre 2013,.
Le 29 mai 2015, leurs agences respectives ont annoncé leur rupture. Un représentant de JYP Entertainment a en effet révélé : “Il est vrai que les deux ont récemment rompu. La raison de leur séparation est personnelle, alors ils ont préféré ne pas la mentionner. Nichkhun se prépare actuellement de son mieux pour le comeback de 2PM.”
Un représentant de SM Entertainment s'est exprimé à son tour, allant dans le même sens en expliquant : «  Après avoir vérifié avec Tiffany elle-même, nous pouvons à présent confirmer qu’ils ne sont plus ensemble. ».

## Discographie

### Albums
| Titre                                                | Détails | Meilleures positions | Meilleures positions |
| Titre                                                | Détails | COR                  | JAP                  |
| ---------------------------------------------------- | --- | -------------------- | -------------------- |
| Me                                                   | - Dates de sortie : - 19 décembre 2018 (Japon) - 18 février 2019 (Corée) - 8 mars 2019 (Taïwan) - 5 juillet 2019 (Thaïlande) - Labels : JYP Entertainment, Epic JYP, Dreamus - Formats : CD, téléchargement numérique, streaming audio | 14                   | 9                    |
| Story Of...                                          | - Date de sortie : 25 décembre 2019 (Japon) - Labels : Epic JYP - Formats : CD, téléchargement numérique, streaming audio | —                    | 19                   |
| "—" indique que l'album n'est pas sorti dans ce pays | |                      |                      |

## Récompenses et nominations
| Année | Titre                                       | Catégorie                              | Travail nommé      | Résultat    |
| ----- | ------------------------------------------- | -------------------------------------- | ------------------ | ----------- |
| 2009  | Mnet 20's Choice Awards                     | Hot Mr. Beauty Award                   | Nichkhun           | Lauréat     |
| 2009  | Tourism Authority of Thailand               | PR Ambassador                          | Nichkhun           | Lauréat     |
| 2010  | Nine Entertain Awards (Thaïlande)           | Popular Vote                           | Nichkhun           | Nomination  |
| 2010  | MBC Entertainment Awards                    | Popularity Award                       | We Got Married     | Lauréat     |
| 2010  | Korea Jewerly Awards                        | Diamond Award (avec Chansung)          | Nichkhun           | Lauréat     |
| 2011  | 3rd Bugs Music Awards                       | OST of the Year (avec Taecyeon)        | "My Valentine"     | Lauréat     |
| 2011  | KBS Best Idol Icon Awards                   | Icon of the year                       | Nichkhun           | Nomination  |
| 2011  | Mnet Media Awards                           | Most CHARMING Boy                      | Nichkhun           | Lauréat     |
| 2011  | MTV K’s very first Valentine King and Queen | Valentine King                         | Nichkhun           | Lauréat     |
| 2011  | TVCF Awards                                 | Most Popular CF Star                   | Nichkhun           | Nomination  |
| 2012  | Kerd Awards (Thaïlande)                     | Kerd of the Year                       | Nichkhun           | Lauréat     |
| 2012  | TVCF AWARDS                                 | CF Model of The Year                   | Nichkhun           | Nomination  |
| 2012  | Top Award (Thaïlande)                       | Best Rising Film Actor                 | Seven Something    | Nomination  |
| 2012  | BK Film Awards                              | The Eye Candy Award                    | Seven Something    | Lauréat     |
| 2012  | 6th Nine Entertain Awards (Thaïlande)       | Popular Award                          | Seven Something    | Nomination  |
| 2013  | STYEBIBLE.PH                                | International Celebrity Collab         | NICHKHUN for Bench | Nomination  |
| 2013  | Nine Entertain Awards                       | Popular Award                          | Nichkhun           | Nomination  |
| 2013  | Singapore Blog Awards                       | Most Popular Overseas Celebrity        | Nichkhun           | Nomination  |
| 2013  | The Goodness Idol Thailand Awards           | The 9 Idols for The King               | Nichkhun           | Lauréat     |
| 2014  | n/a                                         | Asian's Male God                       | Nichkhun           | Nomination  |
| 2015  | Microblogging Star 2014 (Chine)             | Weibo Star                             | Nichkhun           | Nomination  |
| 2015  | K-pop Gaon Chart Award                      | Social Star                            | Nichkhun           | Nomination  |
| 2015  | n/a                                         | Asian's Male God                       | Nichkhun           | Nomination  |
| 2015  | Micro-star Magazine (Chinois)               | Star Scoreboard in February (Overseas) | Nichkhun           | Nomination  |
| 2015  | UNICEF Thailand Award                       | Friend of UNICEF                       | Nichkhun           | Lauréat     |
| 2015  | Zocial Awards 2015 (Thaïlande)              | ‘Thailand Twitter Ranking’             | Nichkhun           | Position #1 |
| 2015  | Zocial Awards 2015 (Thaïlande)              | Most Mentioned in Thailand on Twitter  | Nichkhun           | Position #2 |